# Atylotus takaraensis
Atylotus takaraensis är en tvåvingeart som beskrevs av Hayakawa och Takahasi 1983. Atylotus takaraensis ingår i släktet Atylotus och familjen bromsar. Inga underarter finns listade i Catalogue of Life.